# Günther Siegmund (Boxer)
Günther Siegmund (* 19. Dezember 1936 in Sumatra bei Küstrin; † 13. September 2020 in Berlin) war ein deutscher Amateurboxer im Schwergewicht (+ 81 kg). Er gewann jeweils eine Bronzemedaille bei den Olympischen Spielen 1960 und den Europameisterschaften 1961.

## Boxkarriere
Günter Siegmund trainierte beim ASK Vorwärts Berlin und wurde 1960 und 1961 DDR-Meister im Schwergewicht. 1957, 1959 und 1963 erreichte er jeweils den dritten Rang.
Bei den 1. Internationalen DDR-Armeemeisterschaften im September 1958, scheiterte er erst im Halbfinale an Andrei Abramow aus der Sowjetunion und gewann somit die Bronzemedaille.
Bei den Europameisterschaften 1959 in Luzern, unterlag er dem späteren Bronzemedaillengewinner Władysław Jędrzejewski aus Polen. Bei den 14. Europameisterschaften 1961 in Belgrad, gewann er die Bronzemedaille. Durch einen Punktesieg gegen den Briten Billy Walker war er ins Halbfinale eingezogen, wo er schließlich dem Italiener Benito Penna unterlag.
Eine weitere Bronzemedaille gewann er bei den 17. Olympischen Sommerspielen 1960 in Rom, wo er den Schweizer Max Bösiger k. o. schlug und den zweifachen rumänischen Olympiateilnehmer Vasile Mariuţan 5:0 nach Punkten besiegte, ehe er im Halbfinale gegen den Südafrikaner Daan Bekker 1:4 nach Punkten verlor.